# Denudație

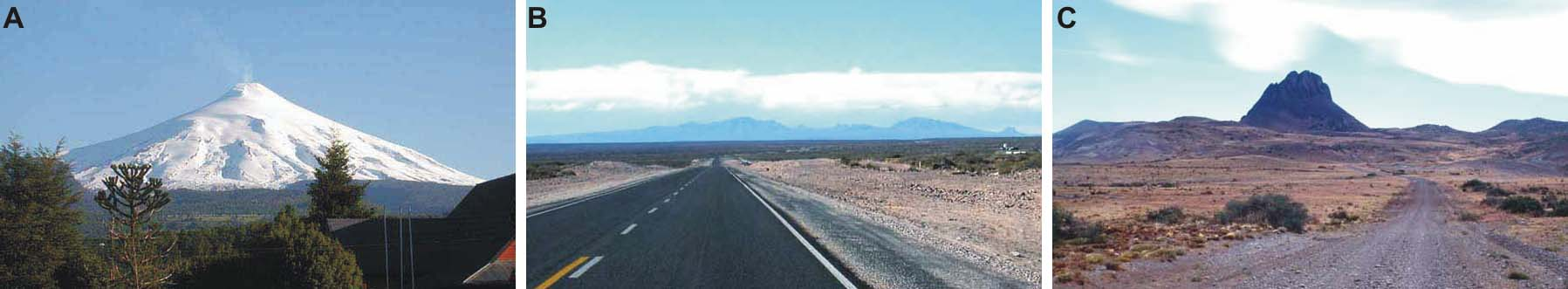
A) Vulcanul Villarrica, Chile, un vulcan fără efecte de eroziune și denudație
B) Vulcanul Chachahén, provincia Mendoza, Argentina, un vulcan cu efecte puternice de eroziune, dar fără denudație
C) Lacul Cardiel, provincia Santa Cruz, Argentina, o zonă vulcanică cu efecte puternice de denudație

În geomorfologie, denudația desemnează un proces complex de nivelare a reliefului sub acțiunea agenților externi (apă, vânt, ghețari etc.) prin dezagregarea, alterarea și erodarea rocilor și îndepărtarea materialelor rezultate, care apoi se acumulează în regiunile mai coborâte.
Procesele de denudație acționează antagonist față de mișcările de ridicare a scoarței.
Prin restricție, termenul de denudație desemnează numai procesul de îndepărtare, prin spălarea în suprafață, a materialelor provenite din dezagregare și din alterare.
Cuantificarea ritmului denudației reliefului interesează din punct de vedere teoretic, pentru aprecierea vitezei de evoluție a reliefului, dar prezintă și o mare importanță practică deoarece permite aprecierea intensității eroziunii solului, colmatarea lacurilor naturale și antropice, viteza de evoluție a deltelor ș.a.